# Abborrpinnarna
Abborrpinnarna är klippor i Finland.   De ligger i kommunen Ingå i landskapet Nyland, i den södra delen av landet, 50 km väster om huvudstaden Helsingfors.
Terrängen runt Abborrpinnarna är platt. Havet är nära Abborrpinnarna österut.  Närmaste större samhälle är Ingå, 8,8 km norr om Abborrpinnarna. 